# Nikollë Kaçorri
Nikollë Kaçorri (Lura, 1862. május – Ausztria, Bécs, 1917. május 29.) albán politikus, római katolikus pap. Az 1900-as évek albániai  nemzeti mozgalmainak egyik jeles alakja, az első albán nemzeti kormány tagja volt.

## Életútja
A Lezha melletti Troshanban tanult papnak, később teológiát hallgatott Olaszországban. Pappá szentelését követően, 1893-ban visszatért Albániába és átvette a durrësi plébánia vezetését. 1906-ban apostoli protonotáriusi címmel ruházták fel, később pedig egyházmegyéjének általános vikáriusa lett.
Lelkészi hivatása mellett az 1900-as évektől egyre jobban foglalkoztatta a nemzeti függetlenség ügye is. Saját anyagi erőforrásaiból 1905 és 1907 között több Porta-ellenes fegyveres felkelést támogatott Kurbin, Kruja és Mirdita vidékén. 1907-ben belépett a durrësi Testvériség (Vllaznia) tagjai közé, 1909-ben pedig egyik alapítója volt az Egység (Bashkimi) nevű nacionalista szervezetnek. 1910-ben egy a közreműködésével szervezett kurbini felkelés során az oszmán hatóságok letartóztatták és felségsértés vádjával négyévi börtönbüntetésre ítélték, amit röviddel később tizenhárom hónapra csökkentettek.
1912-ben Durrës küldötteként jelen volt a vlorai nemzetgyűlésben, amely november 28-án kimondta Albánia függetlenségét. A másnap, november 29-én felálló, Ismail Qemali vezette első nemzeti kormányban a miniszterelnök-helyettesi posztot kapta, de Qemalival fennálló nézetkülönbségei miatt Kaçorri 1913 márciusában távozott a kormányból. Még ugyanazon év végén elhagyta Albániát, hogy az albán trón egyik várományosával, Wied herceggel találkozzék és megbeszéléseket folytasson Berlinben. 1914. február 28-án tagja volt annak az albán delegációnak, amelyet I. Ferenc József fogadott a bécsi Schönbrunnban.
Ezt követően Bécsben maradt, az albán érdekeket képviselendő a Monarchia politikusainál. Előrehaladott rák végzett vele, a bécsi Fürth szanatóriumban halt meg. Földi maradványait 2011-ben szállították haza, Albániába, és február 9-én helyezték végső nyugalomra Tiranában.